# Ichikawa Danjūrō XII
Ichikawa Danjūrō XII (十二代目 市川 團十郎, Jūnidaime Ichikawa Danjūrō), né le 6 août 1946 à Tokyo – mort le 3 février 2013 dans la même ville, est un acteur japonais, 12e acteur kabuki à porter l'illustre nom Ichikawa Danjūrō.

## Carrière
Fils ainé d'Ichikawa Danjūrō XI, il paraît sur scène pour la première fois en 1953 sous son nom de naissance Natsuo Horikoshi et prend le nom Ichikawa Shinnosuke en 1958. En 1969, il est diplômé de l'université Nihon et prend le nom Ichikawa Ebizō X sous lequel il interprète des rôles importants tels que le personnage titre de la pièce Sukeroku et Togashi dans Kanjinchō. Il emprunte son nom définitif en 1985 et incarne Benkei (de nouveau dans Kanjinchō). Bien qu'il célèbre sa shūmei (cérémonie de nomination) au Kabuki-za à Tokyo, les célébrations se poursuivent pendant plusieurs mois comme il est de tradition. Ses représentations cette année-là à New York, Washington DC et Los Angeles marquent la première (et jusqu'en 2006, l'unique) fois qu'une shūmei est célébrée à l'étranger.
Actif en dehors du Japon, Danjūrō se produit à New York, Washington, Los Angeles, Brisbane, Melbourne, Perth, Bruxelles, Berlin-Est, Dresde, Vienne et Paris.
Il interprète par ailleurs des rôles à la télévision où il incarne Ōoka Tadasuke dans Honō no Bugyō Ōoka Echizen no Kami ainsi que Tokugawa Mitsukuni et Ashikaga Yoshimasa.
Danjūrō est diagnostiqué avec une leucémie à la fin du printemps 2004 après être tombé malade et être devenu incapable de se produire avec son fils Ichikawa Ebizō XI, lequel célèbre sa shūmei à l'époque devenant ainsi le dernier porteur à ce jour du nom Ichikawa Ebizō. La maladie et l'hospitalisation subséquente forcent Danjūrō à quitter la scène pendant de longues périodes en 2004 et 2005 et il finit par y renoncer définitivement.
Il meurt de pneumonie dans un hôpital de Tokyo le 3 février 2013 à l'âge de 66 ans.

## Voir aussi

Mon de la famille Ichikawa

## Source de la traduction
- (en) Cet article est partiellement ou en totalité issu de l’article de Wikipédia en anglais intitulé « Ichikawa Danjūrō XII » (voir la liste des auteurs).